# مقاطعة هاريسون (كنتاكي)

خارطة مقاطعة هاريسون في ولاية كنتاكي

مقاطعة هاريسون (بالإنجليزية: Harrison County)‏ هي إحدى المقاطعات في ولاية كنتاكي في الولايات المتحدة الأمريكية، رسمت حدود المقاطعة في عام 1794 ، عاصمة المقاطعة هي مدينة سينثيانا .

## جغرافية المقاطعة
بلغت مساحة المقاطعة طبقا لقياسات جرت عام 2000 حوالي 802 كم مربع.

## تعداد السكان
بلغ تعداد السكان 18846 نسمة عام 2010.

## أعلام
- جيمس ساندرز فرنسيس